# 안이서
안이서(1986년 10월 25일~)은 대한민국의 배우이다.

## 학력
- 경성대학교 연극영화학과 학사

## 드라마
- 2012년 SBS 주말극장 《맛있는 인생》
- 2013년 SBS 수목드라마 《주군의 태양》 ... 이주연 역
- 2014년 tvN 월화드라마 《로맨스가 필요해 3》 ... 오세령 팀 직원 역
- 2014년 MBC 단막극 《MBC 드라마 페스티벌 - 기타와 핫팬츠》 ... 연지 역
- 2014년 ~ 2015년 MBC 월화드라마 《오만과 편견》 ... 박 검사의 여자친구 역
- 2015년 KBS1 주말드라마 《징비록》 ... 동동 역
- 2015년 tvN 월목드라마 《울지 않는 새》 ... 서봉숙 역
- 2016년 KBS2 일일드라마 《천상의 약속》 … 이금봉 역
- 2016년 EBS1 수목드라마 《레전드히어로 삼국전》 … 서서 역
- 2016년 ~ 2017년 TV소설 《저 하늘에 태양이》 … 배춘자 역
- 2017년 ~ 2018년 주말드라마 《밥상 차리는 남자》 … 주애리 역
- 2019년 KBS2 월화드라마 《조선로코-녹두전》 … 노연분 역
- 2019년 ~ 2020년 SBS 아침드라마 《맛 좀 보실래요》 … 정주리 역
- 2021년 SBS Life 월금드라마 《이별유예, 일주일》 … 최희정 역
- 2025년 MBC 일일드라마 《태양을 삼킨 여자》 ... 민수정 역

## 영화
- 2017년 《그리다》 … <평양냉면 편> 상범 아내 역
- 2020년 《이별유예, 일주일》 … 최희정 역
- 2025년 《세하별》 ... 선자 역